# Susz (gemeente)
De gemeente Susz is een stad- en landgemeente in het Poolse woiwodschap Ermland-Mazurië, in powiat Iławski.
De zetel van de gemeente is in Susz.
Op 30 juni 2004, telde de gemeente 12 879 inwoners.

## Oppervlakte gegevens
De gemeente heeft een oppervlakte van 258,95 km², waarvan:
- agrarisch gebied: 58%
- bossen: 29%

De gemeente beslaat 18,7% van de totale oppervlakte van de powiat.

## Demografie
Stand op 30 juni 2004:
| Omschrijving                   | Totaal | Totaal | Vrouwen | Vrouwen | Mannen | Mannen |
| ------------------------------ | ------ | ------ | ------- | ------- | ------ | ------ |
| eenheid                        | aantal | %      | aantal  | %       | aantal | %      |
| inwoners                       | 12 879 | 100    | 6432    | 49,9    | 6447   | 50,1   |
| bevolkingsdichtheid (inw./km²) | 49,7   | 49,7   | 24,8    | 24,8    | 24,9   | 24,9   |

## Administratieve plaatsen (sołectwo)
Adamowo, Babięty Wielkie, Bałoszyce, Bronowo, Brusiny, Chełmżyca, Czerwona Woda, Dąbrówka, Emilianowo, Falknowo, Grabowiec, Jakubowo Kisielickie, Januszewo, Jawty Małe, Jawty Wielkie, Kamieniec, Krzywiec, Lubnowy (dorpen: Lubnowy Małe en Lubnowy Wielkie), Michałowo, Nipkowie, Olbrachtowo, Olbrachtówko, Piotrkowo, Redaki, Różnowo, Rudniki, Ulnowo, Żakowice.

## Overige plaatsen
Babięty Małe, Bałoszyce Małe, Boleszów, Bornice, Brusiny Małe, Dolina, Fabianki, Falknowo Małe, Huta, Janowo, Karolewo, Lisiec, Róża, Różanki, Rumunki, Stawiec, Wiśniówek, Wądoły, Zieleń, Zofiówka.

## Aangrenzende gemeenten
Iława, Kisielice, Prabuty, Stary Dzierzgoń, Zalewo